# Richie Unterberger
Richie Unterberger (nacido en 1962) es un periodista, crítico musical y escritor estadounidense, especializado en música rock.

## Biografía
Unterberger ingresó a la Universidad de Pensilvania, donde empezó a escribir para el diario estudiantil The Daily Pennsylvanian. A comienzos de la década de 1980 trabajó como DJ en la estación radial WXPN-FM. Tras su graduación empezó a trabajar en la revista Op, realizando reseñas de discos de rock.
Entre 1985 y 1991, Unterberger ofició como editor de la revista Option. Desde 1993 ha sido un prolífico colaborador de AllMusic, una de las bases de datos musicales más importantes en la red. Ha realizado además contribuciones a otras publicaciones como Mojo, Record Collector, Rolling Stone, Oxford American y No Depression.

## Publicaciones seleccionadas
- 1998: Unknown Legends of Rock'n'Roll.
- 1999: The Rough Guide to Music USA.
- 2000: Urban Spacemen & Wayfaring Strangers: Overlooked Innovators and Eccentric Visionaries of '60s Rock.
- 2002: Turn! Turn! Turn!: The '60s Folk-Rock Revolution.
- 2003: Eight Miles High: Folk-Rock's Flight from Haight-Ashbury to Woodstock.
- 2006: The Unreleased Beatles: Music and Film.[6]
- 2009: White Light/White Heat: The Velvet Underground Day-by-Day
- 2009: The Rough Guide to Jimi Hendrix.
- 2011: Won't Get Fooled Again: The Who from Lifehouse to Quadrophenia